# Abbas Mirzə Şərifzadə
Abbas Mirza Szarifzade (az. Abbas Mirzə Şərifzadə); ur. 1893, zm. 1938) – azerski aktor oraz reżyser teatralny i filmowy. Zasłużony Artysta Azerbejdżańskiej SRR (1928), Ludowy Artysta Azerbejdżańskiej SRR (1936), jeden z pierwszych azerbejdżańskich reżyserów filmowych.

## Wybrana filmografia

### Reżyser
- 1925: W imię Boże

## Rodzina

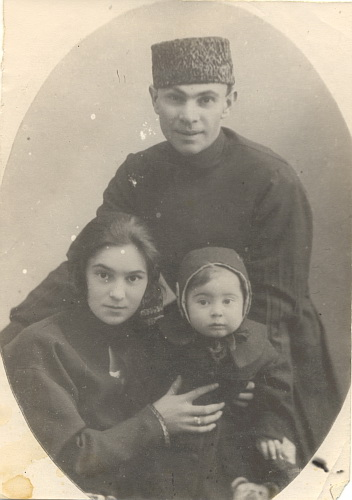
Szarifzade ze swoją żoną i synem
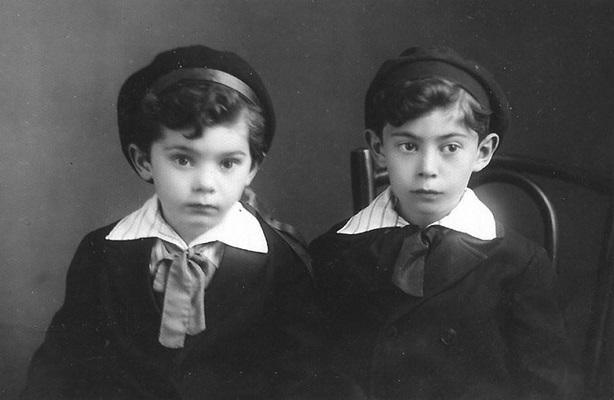
Synowie Szarifowa — Ertogrul i Karataj
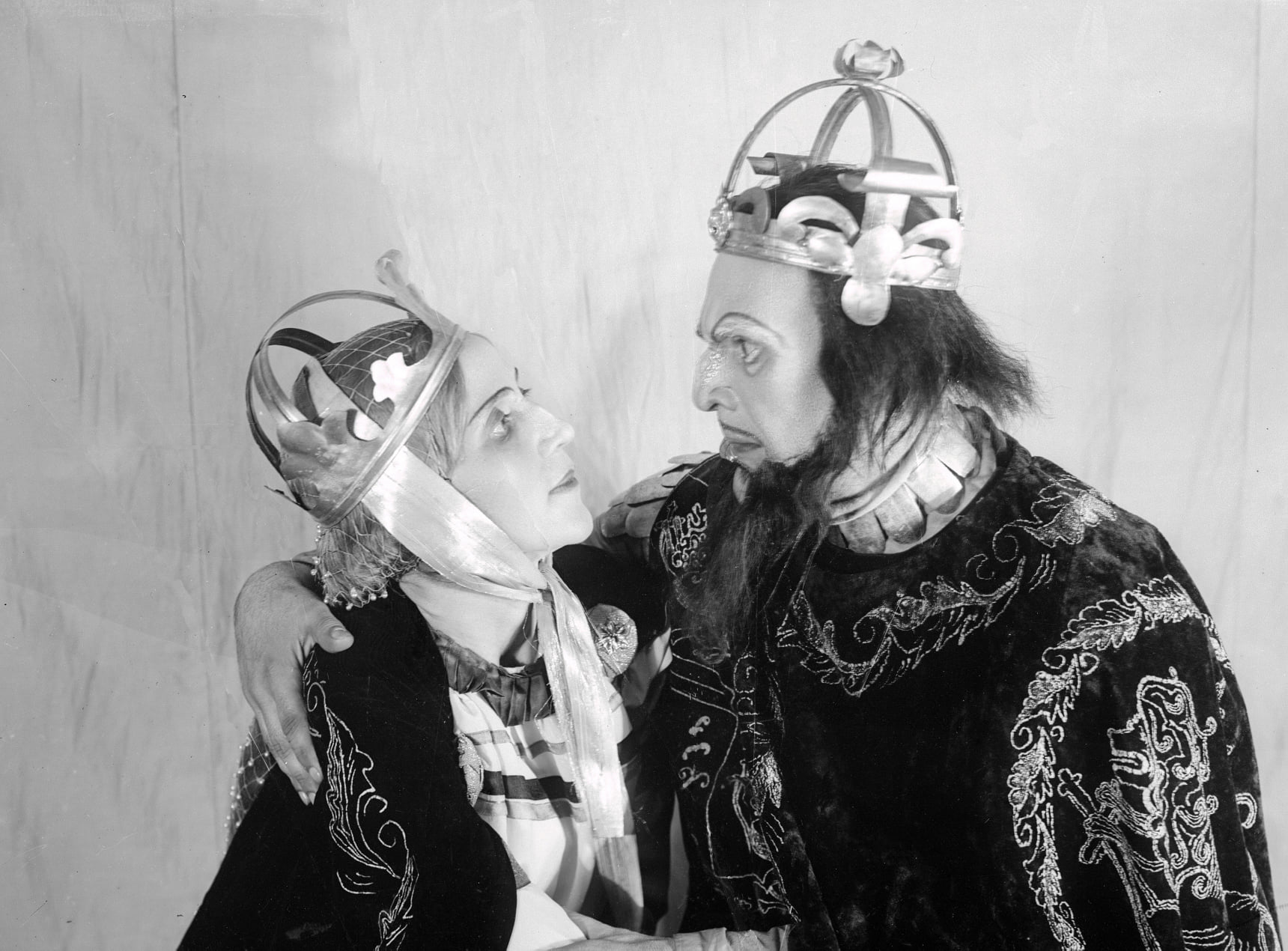
Abbas-Mirza Szarifzade i Marzija Dawudowa, grający Makbeta
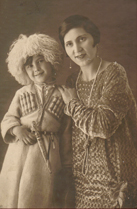
Marzija Dawudowa z córką Firangiz